# HMS Montrose (F236)
La HMS Montrose (F236) fue una de las dieciséis fragatas Tipo 23 (clase Duke) de la Royal Navy.

## Historia de servicio
En 2019 la HMS Montrose fue asignada a la base HMS Juffair, Baréin; y desde entonces cumplió el cometido de vigilancia en el golfo Pérsico acumulando 163 000 mn en 2022. Fue relevada por la fragata HMS Lancaster.
Fue dada de baja el 17 de abril de 2023.